# Campeonato Cearense 1967
In 1967 werd het 53ste Campeonato Cearense gespeeld voor clubs uit Braziliaanse staat Ceará. De competitie werd georganiseerd door de FCF en werd gespeeld van 24 maart tot 30 november. Er werden twee toernooien gespeeld, beide groepswinnaars bekampten elkaar in de finale om de titel. Fortaleza werd kampioen. 
Het was voor het eerst sinds 1926 dat er een team van buiten Fortaleza deelnam aan de competitie.

## Eerste toernooi
| Plaats | Club              | Wed. | W | G | V | Saldo | Ptn. |
| ------ | ----------------- | ---- | - | - | - | ----- | ---- |
| 1.     | Ferroviário       | 10   | 7 | 3 | 0 | 20:8  | 17   |
| 2.     | Ceará             | 10   | 4 | 3 | 3 | 14:14 | 11   |
| 3.     | Fortaleza         | 10   | 3 | 4 | 3 | 14:10 | 10   |
| 4.     | América           | 10   | 3 | 4 | 3 | 10;11 | 10   |
| 5.     | Calouros do Ar    | 10   | 2 | 3 | 5 | 8:14  | 7    |
| 6.     | Guarany de Sobral | 10   | 1 | 3 | 6 | 6:15  | 5    |

|  | Geplaatst voor finale |

## Tweede toernooi
| Plaats | Club              | Wed. | W | G | V | Saldo | Ptn. |
| ------ | ----------------- | ---- | - | - | - | ----- | ---- |
| 1.     | Fortaleza         | 10   | 4 | 6 | 0 | 10:2  | 14   |
| 2.     | América           | 10   | 5 | 3 | 2 | 21:10 | 13   |
| 3.     | Ferroviário       | 10   | 4 | 2 | 4 | 13:12 | 10   |
| 4.     | Guarany de Sobral | 10   | 2 | 6 | 2 | 6:14  | 10   |
| 5.     | Ceará             | 10   | 3 | 2 | 5 | 10:14 | 8    |
| 6.     | Calouros do Ar    | 10   | 1 | 3 | 6 | 9:17  | 5    |

|  | Geplaatst voor finale |

## Finale
|                              |             |       |           |  |
| 10 december Eerste wedstrijd | Ferroviário | 1 – 0 | Fortaleza |  |
| 10 december Eerste wedstrijd |             |       |           |  |

|                              |           |       |             |  |
| 13 december Tweede wedstrijd | Fortaleza | 2 – 0 | Ferroviário |  |
| 13 december Tweede wedstrijd |           |       |             |  |

|                             |           |       |             |  |
| 17 december Derde wedstrijd | Fortaleza | 3 – 2 | Ferroviário |  |
| 17 december Derde wedstrijd |           |       |             |  |

### Kampioen
| Campeonato Cearense de 1967    |
| Ceará                          |
| ------------------------------ |
| FORTALEZA Kampioen (21° titel) |